# Una vita - Il dramma di una sposa
Una vita - Il dramma di una sposa (Une vie) è un film del 1958 diretto da Alexandre Astruc, tratto dall'omonimo romanzo di Guy de Maupassant. Presentato in sala il 24 settembre 1958, il film è stato girato in gran parte nei dintorni di Cherbourg.

## Trama
Alla fine dell'Ottocento, Jeanne, dopo un'infanzia felice che ha vissuto nell'affetto dei suoi genitori, sposa Julien, bel ragazzo cinico e brutale che, si accorge ben presto, l'ha sposata solo per interesse. L'uomo mette incinta Rosalie, la giovane domestica. Anche Jeanne si accorge di aspettare un bambino e finisce per perdonare il marito per la sua infedeltà. Quando arriva però la bella e sensuale Gilberte, scoppia il dramma. Il marito di questa, Foucheville, scoperta la tresca, uccide i due amanti facendoli precipitare nel vuoto. Jeanne, rimasta vedova, si dedicherà a crescere il suo bambino insieme a Rosalie.

## Produzione
Il film fu prodotto dall'Agnes Delahaie Productions e dalla Cino del Duca. Venne girato dal 28 agosto 1957 al 17 dicembre 1957 a Becquet, a Jobourg e negli Studios Franstudio a Marsiglia.

## Distribuzione
Distribuito da Les Films Corona, uscì nelle sale cinematografiche francesi il 24 settembre 1958.